# Grensoorlogen
De Grensoorlogen of Xhosa-oorlogen (informeel Kafferoorlogen) waren negen oorlogen tussen 1779 en 1879 tussen de Kaapkolonie en de Xhosa in de hedendaagse Oost-Kaap, Zuid-Afrika. Vanwege de tijdspanne wordt het ook wel Afrika's Honderdjarige Oorlog genoemd.

## Lijst van oorlogen
- Eerste Grensoorlog (1779-1781)
- Tweede Grensoorlog (1793)
- Derde Grensoorlog (1799-1803)
- Vierde Grensoorlog (1811-1812)
- Vijfde Grensoorlog (1818-1819)
- Zesde Grensoorlog (1834-1836)
- Zevende Grensoorlog (1846-1847)
- Achtste Grensoorlog (1850-1853)
- Negende Grensoorlog (1877-1879)